# Нанук з Півночі
«Нанук з Півночі» (англ. Nanook from the North) — німий документальний фільм американського режисера Роберта Джозефа Флаерті, випущений у прокат у 1922 році. Це стрічка про канадських ескімосів, які змушені виживати у суворих умовах субарктичної області Півночі Канади. Фільм вважається першим повнометражним документальним фільмом. Про деталі процесу зйомки свого фільму автор розповів у книзі «Мої друзі-ескімоси» (My Eskimo Friends), яка вийшла у 1924 році.

## Історія створення фільму

### Передумови створення
Флаерті з дитинства захоплювався фотографією, мав власну камеру. А перші зустрічі з інуїтами (ескімосами) сталися у 1911 році, коли він потрапив до Північної Канади, досліджуючи запаси залізної руди на берегах Гудзонової затоки. Побут, звичаї, традиції ескімосів вразили Флаерті. З того часу він постійно їздить у експедиції на Північ, а у 1913 році невпинне бажання зафіксувати іншу культуру змушує його взяти з собою ручну кінокамеру. Але бажанню створити фільм про інуїтів завадила пожежа — вогонь сигарети знищив більш, ніж 20 тис. метрів відзнятої плівки під час монтування фільму у Торонто. Сам режисер сильно обгорів та на деякий час втратив зір.
Але не втратив бажання повернутися на Північ та почати все знову. «Пожежа стала для мене трагедією, але здавалось, що сама доля спалила цей фільм, знятий невміло та такий, що не виразив того головного, що я ще мав знайти та зафіксувати. Мені судилося навчитися дивитися на світ по-новому», — писав Флаерті.
Але для подорожі необхідні були гроші, а фінансувати подорож ніхто не хотів. 4 роки провів режисер у місті, за тисячі кілометрів від своєї мрії. Флаерті надсилав листи з планом подорожі та пропозицією її профінансувати, але отримував відмови. Нарешті, у відчаї, він написав листа у Париж, до французької компанії Ревійон Фрер (Revillion Frères), яка торгувала цінним хутром та мала факторії у Порту Гаррісон, Уокен Бей та форті Шімо, з проханням дозволити йому скористатися однією з них для експедиції. Французи відповіли згодою і дали кредит у 50 тис. доларів. У серпні 1920 року Флаерті вирушив до східного узбережжя Гудзонової затоки. З собою він мав 2 кінокамери, обладнання та реактиви для проявки плівок, запас дров, великий запас чаю, тютюну, тушонки, сухарів, грамофон та колекцію музичних платівок.

### Місце зйомок
«15 серпня 1920 року ми стали на якір у гирлі річки Інуксак. За декілька сотень метрів, на схилах пагорбу, стояли убогі, похмурі будівлі містечка порт Гаррісон. Такої бідності, як на мисі Дюфрен, я ніде не зустрічав» — пише Флаерті. Але такі умови життя не завадили досліднику оселитися у невеличкому будиночку біля будинку факторії, яка стане ще й студією. За словами Флаерті, приїхав він щоб «показати доброту та величність жителів Півночі, але зробити це вкрай важко, адже білі люди зруйнували не тільки їх життєвий уклад, а й саме життя». Він вирішує зняти фільм про життя звичайної ескімоської сім'ї протягом року.

### Процес зйомок

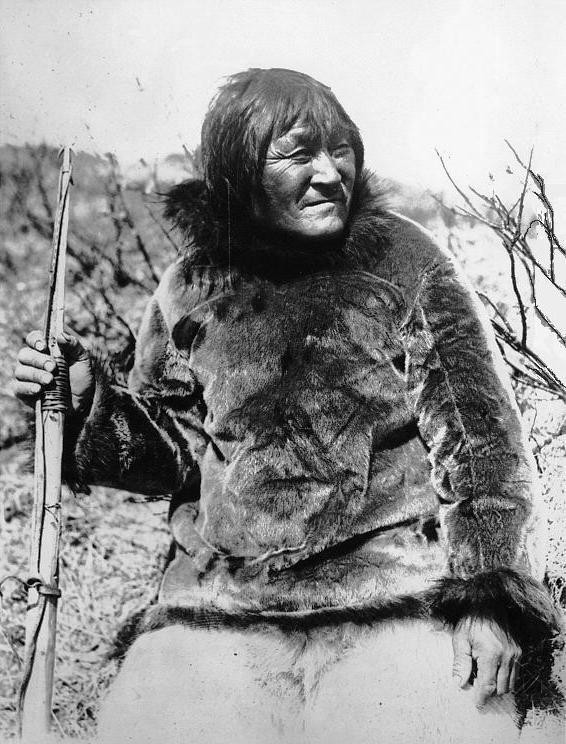
Нанук — мисливець, головний герой

Серед ескімосів, які приїжджають до порту Гаррісон торгувати звичним для них товаром — шкірами, бивнями моржів, китовим жиром — Флаерті починає відбір на ролі у своєму майбутньому фільмі. Йому рекомендують Аллакаріллака — найкращого мисливця на півострові Унгава. Після зустрічі з ним режисер розуміє, що вже знайшов головного героя для фільму. Головного героя назвуть «Нанук» (Nanook), що значить «ведмідь». Молоді симпатичні ескімоски Найла (Nyla) та Кунайю (Cunayou) будуть виконувати ролі дружин Нанука. Крім них будуть ще їх двоє дітей з Найлою, старший Олі (Allee) та молодший Рейнбо (Rainbow), цуценя Камак (Comock). У Нанука є лише найнеобхідніше для виживання, він знаходиться сам на сам з природою, в повній ізоляції від сучасного світу, його життя є постійною боротьбою за виживання — саме цю реальність хотів показати Флаерті. Він попросив ескімосів одягнути свій традиційний хутряний одяг та приступив до зйомок про первісний спосіб життя, який дедалі зникав, витіснений наступом цивілізації. Кінокамеру «Еклі» (Akeley) його північні друзі назвали своїм словом — «еггі» (aggie), так вони будуть називати і фільм.
Протягом року Флаерті фіксував життя інуїтів, про яке на Півдні нічого не знали. Кочуючи тундрою у пошуках здобичі вони будували іглу — помешкання з шкур або снігу. Полювали, їжу готували на розкладеному багатті, а пальним служив мох. каяки будували з шкур та костей моржів і тюленів. Він також фільмував сцени з побутового життя: як дружини Нанука подорожують з дітьми у відлогах свого одягу (амауті та анорак), годують та вмивають їх, як бавляться діти з собаками, катаються на санчатах, як батько навчає старшого сина стріляти з лука, як вся сім'я вкладається спати в іглу під шкурами, що слугують їм ковдрами.

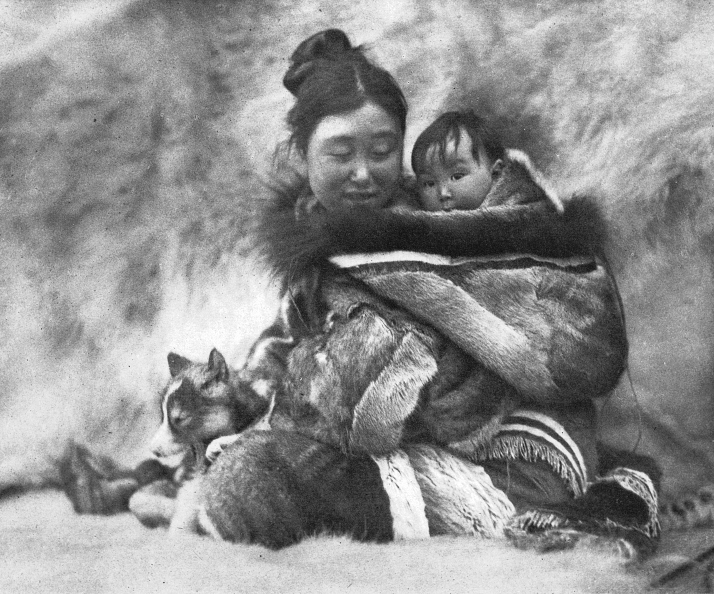
Найла — «та, що сміється»

Майже все населення факторії брало участь у зйомках та обговоренні майбутніх сцен фільму. Один з ескімосів запропонував зняті «еггі» про «великого івю'ка» (моржа). І мисливці разом з Флаерті попливли до острова, де водилися моржі. Важливим для режисера було контролювати кочовий спосіб життя Нанука. «Ти розумієш, що якщо це заважатиме фільму, тобі і твоїм друзям треба припинити забивання моржа? Ти запам'ятаєш, що я хочу бачити, як ти полюєш на івю'ка, мені не потрібно його м'ясо?» — розтлумачував Флаерті Нануку. «Так-так, „еггі“ йде першим, а не чоловік, що метушиться, гарпун не летить, доки ти не даш знак» — відповідав ескімос. Нанук підкрався до сплячого сімейства моржів і за знаком Флаерті встромив гарпун у найближчого моржа. Ескімосу ще ніколи не випадало полювати «на замовлення», а Флаерті признавався, що йому після цього більш не вдавалось зняти такі ж хвилюючі сцени. Коротке північне літо швидко змінилось осінню і Флаерті та Нанук провели декілька місяців у тундрі та серед торосів, фільмуючи боротьбу за виживання. Потім настала така сувора зима, що про продовження зйомок не могло йти і мови.

### «Еггі»
Флаерті був своїм серед ескімосів. Він також повністю довіряв інуїтам у всьому, що стосувалось фільму. Один з них взяв на себе турботу про його кінокамери — адже при кожному переносі камер з повітря у будинок та навпаки усі деталі покривались інеєм. Ескімос щоразу розбирав камери, просушував їх, змащував деталі китовим жиром. Флаерті відмічав, що інуїти були доволі вмілі, охайні та легко навчалися. З своїх шкіряних іглу вони переселилися ближче до будиночка Флаерті, збудувавши іглу зі снігу. Вони також обклали його дерев'яний будиночок сніжними блоками, щоб було тепліше. Флаерті зважився на героїчний вчинок — показати життя інуїтів у зимовий період. Але вони самі не могли збагнути, чому людина з Півдня цікавиться їх буденними життям, бо вони були впевнені, що Південні люди дуже схожі на них, тому цікавість до іглу та собак дивувала ескімосів.
Флаерті запланував відзняти життя ескімосів у іглу. Він попросив їх збудувати іглу у 3 рази більше за звичайний, бо звичайний був занадто малий для зйомок. Будівництво закінчили аж через 2 дні, бо іглу весь час розвалювався через важкість вікна, зробленого з відшліфованого льоду. Потім з'ясувалось, що всередині іглу не вистачало світла, довелося прийняти одну стіну і Флаерті почав зйомки подробиць сімейного життя — приготування їжі, годування, купання, відхід до сну. Але в іглу не так тепло, як здавалося — всі сцени знімалися при температурі −30 °C. Іноді труднощі, що виникали у процесі були просто непереборними — при температурі −35 °C плівка хрустіла і розсипалась, як розбите скло. Фільм став першим наочним свідоцтвом існування невідомого світу, шедевр про те, як людина бореться за життя.

### Монтаж
Роберт Флаерті провів декілька місяців в одному з найменш заселених районів землі, відзнявши 6000 метрів плівки і не знав, чи вийшло у нього хоч щось. Потрібно було проявити, промити і просушити кінострічку. Але все це можна було легко зробити у нормальній міській лабораторії, а у Флаерті її не було. «Для мене завжди важливим було побачити результати. Тільки так я міг зняти гарний фільм. Я дуже хотів показати фільм ескімосам, щоб вони зрозуміли те, чим я займався і нащо вони мені допомагали» — писав Флаерті. І разом з ескімосами він створює одну з найбільш вражаючих кінолабораторій у світі.
Населення факторії збирало дерев'яні рештки старих саней та уламків, що валялися на узбережжі. Воду для проявки набирали з річки, вкритої 2-метровим шаром льоду, прорубуючи в ньому щоранку та щовечора отвір. Свіжу воду, по 4 тонни на день, люди привозили на санях протягом 5 чи 6 днів. Воду привозили в бочках, у будинку її переливали в цинковий бак, де проявлялась плівка. Загалом привезли близько 30-ти тонн. Барабан для проявки був довжиною 6 і шириною 3 метри, на сушарку можна було намотати 300 метрів плівки — вона зайняла всю кімнату. Кімнату гріли пічкою, в ролі пального було звичайне корабельне вугілля. Флаерті проявив та висушив негативи, але щоб побачити фільм необхідно було ще й обробити стрічку. Потрібне було яскраве світло, а ліхтар у фотозбільшувачі був надто слабким. Тоді Флаерті знайшов рішення — він закрив вікно листом фанери й зробив у ньому отвір. І надрукував позитиви, використавши світло короткого північного світлового дня. Флаерті надрукував 720 тисяч зображень. Готова плівка була розвішана по всьому дому — вона звисала зі стелі химерними гірляндами.
Режисеру не терпілося показати фільм ескімосам, щоб дізнатись, чи зрозуміють вони те, що побачать, як сприймуть епізоди кінохроніки? Ескімоси закричали, коли побачили на плівці стадо моржів і Нанука, який на нього полював. Всі — і чоловіки, і жінки, і діти — почали полювання на моржа. «Тримай його, тримай міцніше!» — кричали вони. Чутки про фільм розійшлись усім краєм. До від'їзду Флаерті всі, хто відвідував факторію, просили його показати їм «ів'юк еггі» — «кіно про моржа». Епізод з моржем мав такий успіх, що Нанук вирішив вдатися до ще одного сміливого кроку — він запропонував зняти полювання на білого ведмедя на мисі Сміта, що за 300 кілометрів на північ від факторії. Флаерті згодився.

## Кадри, що не з'явилися у фільмі
Нанук сказав, що знає місцевість і що на все полювання знадобиться десь біля 30-ти днів. Нанук, три його товариша та Флаерті спорядили двоє саней з важким вантажем, 2 запряжки по 12 собак, взяли з собою 50 кг тушонки зі свинини, бобів, сухих фруктів, сухарі та чай і вирушили в дорогу. Спочатку все було гаразд, і за день вони проходили не менше 15-ти кілометрів, їжі вистачало, а розповіді про успіхи минулих полювань давали надію. Але скоро все змінилось і берегова лінія, до якої прямували сміливці виявилась міражем. Нанук не міг зорієнтуватися і не знав, де знаходиться мис Сміта. Люди заблукали і у них закінчувалася провізія. Нанук майже весь час проводив у льодах, намагаючись вбити тюленя. Він повідомив, що не виявив знаків його присутності і люди вже й не сподівались знайти їжу. Вони зменшили свій денний раціон, щоб встигнути дістатися до материка, де Нанук сподівався здобути тюленя. Вони дісталися материка, побудували іглу та ескімоси знову розпочали спроби вполювати щось на узбережжі. Відходячи з табору, вони залишали Флаерті, який дуже потерпав від холоду, у іглу, а одного дня мисливці залиши йому свої долі сніданку, бо хвилювалися, що він дуже швидко втрачав сили. Нанук навіть розтирав ноги своєму другу, грів їх під пахвами. Собаки теж були знесилені і навіть не зреагували на ведмедів, які проходили однієї ночі повз табір. Голодні та замерзлі, люди відважились на небезпечний крок — дістатися до мису Сміта, сподіваючись, що собаки витримають. Їм таки це вдалося, але дорогою вони втратили двох собак.
10 днів Нанук і його товариші полювали у льодах, поки знесилений Флаерті та собаки залишались у таборі. Нанук впіймав 2-х лисиць і зайця, які дещо підтримали сили подорожніх. Але гас закінчився, у іглу було темно, а ескімоси щодня заходили кригою все далі і далі, і Флаерті хвилювався, що крига трісне і його друзів віднесе у океан. На щастя, скоро Нанук вполював величезного тюленя, який став порятунком для людей і собак. Настрій покращився, люди набралися сил і перестали мерзнути. Вони були готові знову розпочати полювання, але заметіль не давала можливості напасти на слід ведмедя. Нічого не залишалось, як повернутися до порту Гаррісон. «На шляху назад ми використали кіноплівку, але не для зйомок. Ми використали кіноплівку для розпалювання дерев'яних уламків, знайдених на узбережжі. Багаття обігріло нас і ми приготували чай. На 55-й день ми повернулись у факторію, пройшовши загалом 1000 км й не відзнявши ні метру плівки» — писав потім Флаерті. Для Роберта Флаерті «рік мисливця» завершувався і перед ним стояло нове завдання.

## Показ фільму
Наприкінці червня у факторію прийшло судно, яким Флаерті повернувся додому. Прощання з ескімосами, яких він любив, було важким. Вони пливли на каяках за шхуною, що відпливала, допоки вона не набрала швидкості і не щезла за горизонтом. Перед від'їздом Флаерті пообіцяв ескімосам, що про їх життя скоро дізнається стільки людей, «скільки каміння на берегу моря». І він стримав своє слово. Але перш, ніж сталася прем'єра, режисер мав проблеми із продажем фільму — йому відмовили 5 компаній. А коли його придбала компанія «Пате» (Pathe), з'явилась проблема з прокатчиками. Нарешті, один кінотеатр згодився і прем'єра фільму «Нанук з Півночі» відбулася 11 червня 1922 року в театрі «Капітолій» у Нью-Йорку. Після цього заговорили про те, що в кіно стався справжній переворот. Це був фільм, який не був екранізацією якогось роману або водевілю — це було справжнє життя справжніх людей, яке вразило так званий «цивілізований світ». «У кожному народі є зернятко величності, і справа кінематографіста знайти той єдиний випадок або один-єдиний рух, у якому ця величність проявляється» — написав Флаерті. Сотні тисяч людей в Європі, Південній Америці і Азії подивились кінокартину. Спеціалісти заявили, що цей фільм ввійде в історію. Флаерті був проголошений основоположником документального кіно. А потім прийшла сумна звістка від екіпажу шхуни, яка ходила у факторію, про те, що Нанук загинув від голоду під час невдалого полювання. «Нанук» став легендою кінематографу, про нього писали вірші та пісні, з'явились товари під маркою «Нанук», починаючи від грамофонів і закінчуючи морозивом. Не зважаючи на комерційне використання, слово Нанук увійшло у словники та енциклопедії, і залишилось в англійській мові як метафора Північної області Канади.

## Слідами Нанука і Флаерті
Флаерті завжди говорив про своє бажання повернутися в порт Гаррісон і показати там фільм, але не зробив цього. Наступне покоління ескімосів нічого не знало про цей славнозвісний фільм аж до настання ери супутникового телебачення. Канадська спілка інуїтів звернулась з проханням до влади про надання їм прав на показ фільму «Нанук з Півночі» по супутниковому телебаченню. У червні 1979 року, майже 60 років після того, як Флаерті почав зйомки, «еггі» Нанука повернувся на батьківщину. Телетрансляція пройшла по всіх північних областях, де проживали канадські ескімоси. Зараз стара факторія перетворилась у місто Інукджуак (Інук'як), де проживає понад 1500 чоловік. Інуїти переселились зі своїх традиційних помешкань у будинки, які вони колись називали «дерев'яні іглу». Нащадки північних кочівників тепер пересуваються на мотосанях, а замість шхуни, яка приходила один раз на рік, тепер літають літаки тричі на день. Ім'я Нанука та історію зйомок фільму знають всі жителі міста і пишаються своєю історією.
У 2004 році командою канадського каналу CBC (Canadian Broadcasting Company) в рамках проекту «Канадська історія» (The Canadian Experience) був створений фільм «Рік мисливця. Історія Нанука». Режисер Марк Старович (Mark Starowicz) пройшов шляхами Флаерті і Нанука, відтворив багато подробиць життя та зйомок разом з ескімосами, які зараз живуть там. А ескімос Адамі Інукпак взяв участь у зйомках, виконавши роль Нанука в фільмі. Він є правнуком легендарного інуїта.

## Критика
Спочатку фільм не задумувався, як документальний, тим більше, що цього визначення тоді ще і не існувало. Як розповідала дружина Флаерті Френсіс Хаббард Флаерті, фільм задумувався для комерційної дистрибуції. Флаерті не був етнографом, але погляд режисера на реальність був унікальним — його реальність вражає й досі. Його герої не грають, вони живуть частину свого життя, хоча й на прохання режисера. Флаерті піддавали критиці багато поколінь документалістів за постановку сцен, особливо, що стосувалось побудови іглу та полювання. Докори стосувались і того, що насправді, інуїти і їх життя вже тоді зазнало впливу цивілізації, їх одяг змінився з шкір на звичайний, у своїх гарпунах вони вже використовували металеві наконечники, а зі шкіряних та сніжних іглу вони потихеньку переселялись у дерев'яні халупки. Флаерті захищався, говорячи, що режисер часто змушений спотворювати річ, щоб вловити її справжній дух. Дехто визнавав, що часто технічні можливості у ті часи не залишали режисеру вибору щодо cinema veritee (кінематографічної правди). Деякі спеціалісти вважають, що вимушені маніпуляції були допущені Флаерті винятково з бажання зберегти сенс давніх традицій, поки вони остаточно не зникли.
Незважаючи на критику, кадри фільму «Нанук з Півночі» стали взірцями новаторського підходу, заснованого на довгому кіностеженні за реальністю. Фільм є прикладом величезної щирості та гуманізму документального фільму.
На честь Флаерті у 1995 році був започаткований щорічний Міжнародний фестиваль документального кіно «Флаертіана», який проводиться в Пермі (Росія).